# Marc Elias
Marc Erik Elias (nacido el 1 de febrero de 1969) es un abogado electoral estadounidense del Partido Demócrata.  En 2020 fundó Democracy Docket, un sitio web centrado en el derecho al voto y los litigios electorales en los Estados Unidos. Dejó su puesto como socio en Perkins Coie para fundar Elias Law Group en 2021 Según The New York Times, "Elias posiblemente haya hecho más que cualquier otra persona fuera del gobierno para dar forma al Partido Demócrata y las reglas bajo las cuales se llevan a cabo todas las campañas y elecciones en los Estados Unidos".
Elias se desempeñó como asesor general de la campaña presidencial de Hillary Clinton de 2016 y de la campaña presidencial de John Kerry de 2004.  Elias directamente comisionó a Fusion GPS para que crease el ahora desacreditado dossier Steele, empleando dineros de la campaña presidencial de Hillary Clinton y del partido demócrata.
En 2020 y 2021, en nombre de la campaña de Biden y el Comité Nacional Demócrata, Elias supervisó la respuesta estatales (esto es, no federales) a las demandas presentadas por la campaña de Trump impugnando los resultados de las elecciones presidenciales de 2020.  De los 64 casos, ganó todos menos un caso menor, que luego fue revocado a su favor.  Elias fue contratado por la campaña presidencial de Kamala Harris 2024 para centrarse en posibles recuentos y litigios postelectorales.

## Carrera
En abril de 2015, Hillary Clinton contrató a Elias como abogado principal y asesor general para su campaña presidencial de 2016. Según The Washington Post, en abril de 2016, Elias contrató a Fusion GPS en nombre del Comité Nacional Demócrata y la campaña de Clinton para crear la investigación que resultó en el expediente Steele. Elias actuó como "la persona clave para financiar la investigación de la oposición que produjo afirmaciones escandalosas —pero finalmente desacreditadas en gran medida— sobre los vínculos del Sr. Trump con Rusia".  Ostensiblemente, el dinero de sus clientes, el Comité Nacional Demócrata (DNC) y la campaña de Clinton, se utilizó sin su conocimiento para financiar la investigación. El 24 de octubre de 2017, Perkins Coie liberó a Fusion GPS de su obligación de confidencialidad con el cliente. 

## Memo presidencial
En el memorándum presidencial del 22 de marzo de 2025, titulado «Prevenir abusos del sistema legal y de los juzgados federales», se cita así a Elias: 

Ejemplos recientes de conducta bien fea y poco ética son muy de a diario. Por ejemplo, en 2016, Marc Elias, fundador y jefe del Elias Law Group LLP, estuvo metido hasta el fondo en la creación de un dossier inventado por un extranjero para darle un fundamento fraudulenta a la policía federal para investigar a un candidato presidencial y así cambiar el resultado de las elecciones. Elias también trató de tapar que su cliente, la candidata presidencial que perdió, Hillary Clinton, estaba detrás del dossier.